# 父の暦
『父の暦』（ちちのこよみ）は、谷口ジローが1994年に発表した漫画作品である。2011年に朗読劇化された。

## 概説
谷口ジローは、『犬を飼う』（1992年）を描き終えたことで、自身の体験や家族の話を創作に活かす自信を得ていた。その後、出張の次いでに十数年ぶりに故郷鳥取に帰った際、変わらぬ人々、変わらぬ景色に、鳥取を舞台とする私小説的な作品への創作意欲が溢れてきた。故人を弔うなかで、知らなかった生前の姿が明らかになってゆく物語は、黒澤明の『生きる』（1952年）を参考にしたという。本作は、あの時こうしておけば違った人生を歩んでいたのではないかという物語であり、今をしっかり生きてゆかなければならないという深意があったと語っている。

## 受賞
- 第27回アングレーム国際バンド・デシネ・フェスティバル[注 1]、教会一致運動協会バンド・デシネ審査員特別賞、2000年、フランス[注 2][6]。
- 第28回アングレーム国際バンド・デシネ・フェスティバル、教会一致運動協会バンド・デシネ審査員賞、2001年、フランス[7]。
- 第3回ナポリ・コミコン[注 3]、アッティリオ・ミケルッツィ賞最優秀作品賞、2001年、イタリア[9]。
- 第20回バルセロナ国際コミック・サロン，最優秀マンガ賞、2002年、スペイン[10]。
- 第28回アストゥリアス公国国際コミック・サロン、ハクストゥル賞最優秀長編作品賞、2002年、スペイン[11]。
- 第5回マドリード国際コミック博覧会、最優秀外国漫画賞、2002年、スペイン[12]。
- 第38回スプローイン賞最優秀翻訳作品賞、2015年、ノルウェー[13]。
- 第26回アマドーラ国際バンダ・デゼニャーダ・フェスティバル、第九芸術古典賞、2015年、ポルトガル[14]。

## あらすじ
故郷・鳥取市で暮らしていた父が亡くなった。通夜のために帰省した陽一を故郷の人たちは温かく迎え、父の思い出を語る。陽一の知らなかった父の優しさが語られ、陽一は父に心を閉ざし、父の心の内を知ろうともしなかった過去を悔いる。

## おもな登場人物
- 山下陽一 - 鳥取県鳥取市出身で地元の高校卒業後、東京の大学に進学してそのまま東京に就職。現在は都内のデザインスタジオで働く。
- 山下武 - 陽一の父[15]。物語冒頭で亡くなり、以後は思い出として語られる。戦後の鳥取で山下理髪店を営んでいたが、鳥取大火で店を焼失。陽一たちの実母・清子とは離婚し、後妻の鶴子と暮らしていた[15]。
- 山下清子 - 陽一や春子の実母[15]。武とともに山下理髪店を営んでいたが、鳥取大火後、店の再建に打ち込む武との間に溝が生じ、離婚して倉吉に去る[15]。
- 大石大介 - 陽一の伯父[15]。清子の兄で造り酒屋を営む[15]。武が清子と離婚した後も、何かにつけて一家の面倒を見ていた[15]。
- 山下春子 - 陽一の姉[15]。継母の鶴子を支えて一家を切り盛りしていた[15]。
- 太田鶴子 - 鳥取の漁港・賀露の漁師の娘[15]。子供を産めない体になって実家に戻されていた[15]。のちに武と再婚し、陽一や春子に愛情細やかに接する[15]。

## 取材協力等
取材協力
- 全国理容環境衛生同業組合連合会（第1話）
- 中川酒造合名会社（第1話）
- 鳥取市民図書館（第1話）

参考文献
- 芦村登志雄・鷲見貞雄『鳥取の災害』（第3•4話）
- 鳥取市大火災誌編纂委員会編『鳥取市大火災誌』（第3•4話）

## 初出
小学館の青年漫画誌『ビッグコミック』で、全12話が発表された。
- 第1話 - 第27巻第9号（1994年4月25日（8）号）
- 第2話 - 第27巻第11号（1994年5月10日（9）号）
- 第3話 - 第27巻第12号（1994年5月25日（10）号）
- 第4話 - 第27巻第13号（1994年6月10日（11）号）
- 第5話 - 第27巻第14号（1994年6月25日（12）号）
- 第6話 - 第27巻第15号（1994年7月10日（13）号）
- 第7話 - 第27巻第16号（1994年7月25日（14）号）
- 第8話 - 第27巻第18号（1994年8月10日（15）号）
- 第9話 - 第27巻第19号（1994年8月25日（16）号）
- 第10話 - 第27巻第21号（1994年9月10日（17）号）
- 第11話 - 第27巻第22号（1994年9月25日（18）号）
- 最終話 - 第27巻第23号（1994年10月10日（19）号）

## 単行本
フランス語のほか、スペイン語、朝鮮語、ドイツ語、ポルトガル語、オランダ語、デンマーク語、イタリア語、クロアチア語及びノルウェー語に翻訳された
日本語
- 『父の暦』小学館〈ビッグコミックススペシャル〉、1995年1月1日。ISBN 4-09-183792-1。
- 『父の暦』小学館〈小学館文庫〉、2002年1月1日。ISBN 4-09-415002-1。
- 『父の暦』小学館〈谷口ジローコレクション〉、2021年11月3日。ISBN 978-4-09-179365-2。

フランス語
最初は全3巻に分冊して刊行された。
- Le grand incendie. Le journal de mon père. Vol. 1. Éditions Casterman. 1999年8月25日. ISBN 2-203-33467-3。
- La séparation. Le journal de mon père. Vol. 2. Éditions Casterman. 2000年2月16日. ISBN 2-203-33482-7。
- L'apaisement. Le journal de mon père. Vol. 3. Éditions Casterman. 2000年6月14日. ISBN 2-203-33488-6。
- Le journal de mon père. Éditions Casterman. 2004年4月8日. ISBN 2-203-39609-1。
- Le journal de mon père (édition cartonnée ed.). Éditions Casterman. 2007年11月27日. ISBN 978-2-203-00338-5。
- Le journal de mon père. Éditions Casterman. 2016年6月1日. ISBN 978-2-203-06200-9。
- Le journal de mon père (Sens de lecture original ed.). Éditions Casterman. 2021年11月17日. ISBN 978-2-203-21162-9。

スペイン語
最初は全3巻に分冊して刊行された。
- "Aquel suelo inundado de sol". El almanaque de mi padre. Biblioteca Pachinco. Vol. 1. Planeta DeAgostini. 2001年11月.
- "La belleza de mi madre". El almanaque de mi padre. Biblioteca Pachinco. Vol. 2. Planeta DeAgostini. 2001年12月.
- "Una fotografía". El almanaque de mi padre. Biblioteca Pachinco. Vol. 3. Planeta DeAgostini. 2002年1月.
- El almanaque de mi padre. Manga (Edición Integral ed.). Editorial Planeta. 2009年1月8日. ISBN 978-84-674-6554-9。
- El almanaque de mi padre. Trazado (Nueva edición ed.). Editorial Planeta. 2013年10月2日. ISBN 978-84-15921-44-8。
- El almanaque de mi padre. Manga: Biblioteca Taniguchi. Editorial Planeta. 2020年10月6日. ISBN 978-84-1341-493-5。

朝鮮語
- 『아버지』애니북스、2005年1月20日。ISBN 89-5919-000-4。
- 『아버지』문학동네、2021年8月17日。ISBN 978-89-546-8175-9。

ポルトガル語
- O Diário do Meu Pai. Novela Gráfica. Levoir. 2015年4月. ISBN 978-989-682-499-0。

ノルウェー語
- Min fjerne barndoms by. Minuskel forlag. 2015年. ISBN 978-82-9279632-0。

## 関連書誌等
- 『谷口ジローを歩く : 鳥取まち歩きマップ 漫画家谷口ジローが描いた風景が導く散策ガイド』鳥取市文化交流課、鳥取、2020年12月。[38][39]

## 朗読劇
国際マンガサミット鳥取大会のプレイベントとして、2011年11月13日に鳥取市民会館で朗読劇『父の暦』が上演された。小谷承靖が映画化のために用意していた脚本が用いられた

### キャスト
- 山下陽一 - 風間トオル[1]
- 山下良子 - 一色采子[1]
- 山下武 - 加藤浩史
- 山下清子 - 國岡純子
- 山下陽一（幼少期） - 加藤翔太
- 山下春子 - 河本珠奈
- 大石大介 - 松本健一
- 太田鶴子 - 石黒良子
- 松本貞二 - 小谷伸

### スタッフ
- 演出 - 小谷承靖[1]
- 脚本 - 重森孝子
- 撮影 - 山田健一
- 録音 - 平井宏侑
- オペレーション - 石井信彦、小関太一
- 美術 - 島倉二千六
- 音楽 - 平尾香奈枝
- 演奏 - 棚橋恭子（ヴィオラ）
- 合唱 - 鳥取市少年少女合唱団

## 映画化構想
とっとりフィルムコミッションの清水増夫や青年期を鳥取で過ごした映画監督の小谷承靖らにより、2009年ごろから『父の暦』の映画化に向けた取り組みが始まった。脚本も完成し、配役も決め、文化庁の助成金も確保したが、十分な製作資金が集まらず遅々として進まなかった。この間も、小谷承靖は熱心で、朗読劇の開催や関連イベントの催行など奮励に努めたが、2020年に小谷承靖が死去したことから立ち切れとなった。

## ギャラリー
ウィキメディア・コモンズには、父の暦に関するカテゴリがあります。
漫画に登場する場面の写真
- p. 18 銭湯・大黒湯（移転前の旧修立小学校前）
2023年10月に解体。
- p. 25 二階町通り、この奥に主人公の実家があると思われる。
右の時計店は現在は廃業している。
- p. 32 樗谿神社
- p. 32 上町グランドアパート
進駐軍のホテルとして使用されていた。
- p. 36 樗谿神社前ホタルの里前
- 母・清子の実家、大石酒蔵のモデルの中川酒造。
- p. 203 主人公が通っていた高校、校舎を除く鳥取県立鳥取西高等学校の入り口付近の橋・石垣が似ている。

頁は『父の暦』（ビッグコミックススペシャル•1995年刊）に拠る。

## 脚註

### 註釈
1. ↑  日本放送協会並びに京都国際マンガミュージアムは、「Festival International de la Bande Dessinée d'Angoulême」を「アングレーム国際漫画祭」と邦訳している[4][5]。
2. ↑  第27回アングレーム国際バンド・デシネ・フェスティバルでの教会一致運動協会バンド・デシネ審査員特別賞は、カステルマンが刊行したフランス語版『父の暦』全3巻のうち、唯一1999年に刊行された第1巻に対して贈られた[6]。
3. ↑  日本国政府は、ナポリで開催される「International Pop Culture Festival」（通称COMICON）を「ナポリコミコン」と邦訳している[8]。
4. 1 2  小谷承靖が映画化のために用意していた重森孝子による脚本は、鳥取県立図書館に納本されている[40]。